# Korona-Hammerhai
Der Korona-Hammerhai (Sphyrna corona) ist mit einer maximalen Länge von bis zu 92 Zentimetern der kleinste Hai innerhalb der Familie der Hammerhaie (Sphyrnidae). Er lebt entlang der subtropischen und tropischen Küste des östlichen Pazifiks von Mexiko bis Peru.

## Merkmale
Der Korona-Hammerhai ist die kleinste der bekannten Arten innerhalb der Hammerhaie mit einer  durchschnittlichen Länge zwischen 60 und 70 Zentimetern und einer maximalen Körperlänge von bis zu 92 Zentimetern. Der Rücken ist grau, die Körperunterseite weiß gefärbt. Der Kopf bzw. das Cephalofoil ist im Vergleich zu anderen Hammerhaien weniger stark verbreitert und besitzt eine vergleichsweise lange Schnauze. Es erreicht eine Breite von maximal 2/5 der Gesamtlänge des Hais. Die Vorderseite ist bogenförmig mit deutlichen Einkerbungen in der Mitte und an beiden Kopfenden. Das Maul ist klein und stark gebogen.
Die erste Rückenflosse ist leicht sichelförmig und oberhalb des Brustflossenansatzes angeordnet, der Hinterrand der Afterflosse ist nahezu gerade.

## Verbreitung

Verbreitungsgebiete des Korona-Hammerhais

Der Korona-Hammerhai lebt in den tropischen Gewässern des Pazifischen Ozeans und sein Vorkommen wurde für Kolumbien, Costa Rica, Ecuador, El Salvador, Guatemala, Honduras, Nicaragua, Panama, Peru und Mexiko vorwiegend in Küstennähe im Bereich der Festlandsockel dokumentiert.

## Lebensweise
Über die Lebensweise des Korona-Hammerhais liegen nur wenige Daten vor. Wie andere kleine Hammerhai-Arten ernährt er sich wahrscheinlich vor allem von wirbellosen Tieren und kleineren Knochenfischen.

## Fortpflanzung und Entwicklung
Wie alle Hammerhaie ist diese Art lebendgebärend (ovovivipar), wobei die ungeborenen Junghaie über eine Dottersack-Plazenta ernährt werden. Dabei wird der Dottersack, nachdem der Dottervorrat von den Junghaien verbraucht ist, in eine Plazenta umgebildet, die funktional der eines Säugetiers entspricht und im Laufe der weiteren Entwicklung die Ernährung über den mütterlichen Blutkreislauf sicherstellt.
Das Weibchen bekommt wahrscheinlich in der Regel zwei Jungtiere von bis 23 Zentimetern Länge. Die Korona-Hammerhaie erreichen die Geschlechtsreife bei einer Länge von etwa 60 Zentimetern.

## Gefährdung
Die International Union for Conservation of Nature (IUCN) stuft diesen Hai mit dem Status vom Aussterben bedroht („Critically Endangered“) ein, da er unter einem intensiven Fischereidruck steht. Aufgrund des begrenzten Verbreitungsgebietes und durch eine geringe Reproduktionsrate ist er sehr anfällig für einen Populationsrückgang, der ihm in der Untersuchung aus dem Jahr 2019 auf globaler Ebene nachgewiesen wurde.